# Ellington (Missouri)
Pour les articles homonymes, voir Ellington.
Ellington est une ville  du comté de Reynolds, dans le Missouri, aux États-Unis,. Située au sud du comté, elle est fondée en 1856 par Cliny Huff Ellington et incorporée en 1911.

## Démographie
Lors du recensement de 2010, la ville comptait une population de 987 habitants. Elle est estimée, en 2016, à 962 habitants.

### Source de la traduction
- (en) Cet article est partiellement ou en totalité issu de l’article de Wikipédia en anglais intitulé « Ellington, Missouri » (voir la liste des auteurs).